# Ï
Ï, ï (I trema) Litera alfabetu łacińskiego odpowiadająca w języku francuskim za zachowanie wymowy [i] w niektórych grupach samogłosek.